# Año Internacional del Vidrio
2022 fue proclamado Año Internacional del Vidrio por la Asamblea General de las Naciones Unidas mediante la resolución 75/279, aprobada el 18 de mayo de 2021.  Esta iniciativa tuvo como objetivo resaltar la importancia tecnológica, científica, económica, medioambiental, histórica y artística del vidrio en la sociedad. La proclamación fue promovida con el respaldo de la Comisión Internacional del Vidrio,  la Comunidad de Asociaciones del Vidrio y el Comité Internacional de Museos y Colecciones de Vidrio,  logrando más de 1.300 adhesiones del sector porovenientes de 78 países. La ceremonia inaugural fue desarrollada en la sede de Naciones Unidas en Ginebra  los días 10 y 11 de febrero.
El vidrio, debido a sus propiedades, se convirtió en un material esencial en diversas industrias, como la aeroespacial, la automotriz, la arquitectura, la tecnología de la información y las telecomunicaciones, la salud y la óptica.  Asimismo, durante ese año se destacó  su papel en la sostenibilidad medioambiental, al ofrecer una alternativa a los plásticos y otros materiales de alto impacto ambiental, promoviendo así patrones de producción y consumo sostenibles.

## Actividades y alcance
Durante 2022, se promovieron diversas actividades a nivel global para aumentar la conciencia sobre la importancia del vidrio en la vida cotidiana y orientar la atención de políticas públicas hacia su desarrollo sostenible. Se llevaron a cabo eventos educativos, exposiciones en museos, conferencias científicas y encuentros industriales para fomentar la innovación en el sector del vidrio.
Uno de los enfoques clave fue la promoción del uso sostenible del vidrio, destacando los avances en eficiencia energética en su producción, reducción de emisiones y mejoras en reciclaje y reutilización. También se impulsó la participación de la comunidad científica y tecnológica para innovar en el diseño de nuevos materiales y aplicaciones en sectores estratégicos.
El financiamiento de las actividades derivadas del Año Internacional del Vidrio se basó en contribuciones voluntarias, incluidas las del sector privado, sin comprometer fondos obligatorios de la ONU. La iniciativa permitió el intercambio de mejores prácticas y la creación de alianzas entre los principales actores de la industria, facilitando oportunidades de inversión, fortalecimiento de capacidades y transferencia equitativa de tecnología, especialmente en países en desarrollo.